# Hydraena luminicollis
Hydraena luminicollis är en skalbaggsart som beskrevs av Perkins 2007. Hydraena luminicollis ingår i släktet Hydraena och familjen vattenbrynsbaggar. Inga underarter finns listade i Catalogue of Life.